# Fristenlösungsinitiative
Die Eidgenössische Volksinitiative für die Fristenlösung (beim Schwangerschaftsabbruch) oder kurz Fristenlösungsinitiative verlangte die Aufnahme eines Artikel 34novies in die Schweizerische Bundesverfassung. Es handelte sich nach der zurückgezogenen Initiative von 1971 um die zweite Volksinitiative, in welcher die Straflosigkeit des Schwangerschaftsabbruchs gefordert wurde.
Die Initiative wurde von der Schweizerischen Vereinigung für straflosen Schwangerschaftsabbruch am 22. Januar 1976 eingereicht. Die Abstimmung fand am 25. September 1977 statt. Bundesrat und Parlament gaben keine Empfehlung ab, legten jedoch einen indirekten Gegenentwurf vor. Die Initiative wurde vom Schweizer Stimmvolk knapp, von den Kantonen deutlich abgelehnt. Der Gegenentwurf (Indikationenregelung mit sozialer Indikation) wurde in der Referendumsabstimmung vom 28. Mai 1978 massiv verworfen, da er von zwei Seiten bekämpft wurde, sowohl von den progressiven wie von den konservativen Kräften. Die Fristenlösung wurde schliesslich 2002 per Gesetz eingeführt. 

## Initiativtext
Der Initiativtext lautete:
Die Bundesverfassung wird wie folgt ergänzt:
Art. 34novies (neu)
Der Abbruch der Schwangerschaft ist straflos, wenn er durch einen zur Ausübung des Berufes zugelassenen Arzt, innert zwölf Wochen nach Beginn der letzten Periode und mit schriftlicher Zustimmung der Schwangeren ausgeführt wird. Die freie Arztwahl ist gewährleistet.
Der Bund trifft in Zusammenarbeit mit den Kantonen die nötigen Massnahmen zum Schutze der schwangeren Frau und zur Förderung der Familienplanung.
Der französische Text der Initiative ist massgebend.

## Abstimmungsergebnisse

Karte der Mehrheitsverhältnisse

Von 3'811'426 Stimmberechtigten nahmen an der Abstimmung zur Fristenlösung 1'979'163 teil, was einer Stimmbeteiligung von 51,93 % entsprach. Die Vorlage scheiterte sowohl am Volks- als auch am Ständemehr.
| Kanton                           | Ja (%) | Nein (%) | Beteiligung (%) |
| -------------------------------- | ------ | -------- | --------------- |
| Aargau                           | 42,7 % | 57,3 %   | 55,39 %         |
| Appenzell Ausserrhoden           | 36,3 % | 63,7 %   | 52,86 %         |
| Appenzell Innerrhoden            | 7,4 %  | 92,6 %   | 60,59 %         |
| Basel-Landschaft                 | 59,7 % | 40,3 %   | 52,53 %         |
| Basel-Stadt                      | 66,4 % | 33,6 %   | 47,23 %         |
| Bern                             | 50,6 % | 49,4 %   | 48,19 %         |
| Freiburg                         | 26,0 % | 74,0 %   | 47,98 %         |
| Genf                             | 78,7 % | 21,3 %   | 43,13 %         |
| Glarus                           | 41,6 % | 58,4 %   | 46,47 %         |
| Graubünden                       | 28,9 % | 71,1 %   | 49,81 %         |
| Luzern                           | 25,8 % | 74,2 %   | 62,25 %         |
| Neuenburg                        | 75,1 % | 24,9 %   | 43,91 %         |
| Nidwalden                        | 24,1 % | 75,9 %   | 62,75 %         |
| Obwalden                         | 13,6 % | 86,4 %   | 61,71 %         |
| St. Gallen                       | 27,9 % | 72,1 %   | 55,12 %         |
| Schaffhausen                     | 52,4 % | 47,6 %   | 75,29 %         |
| Solothurn                        | 39,3 % | 60,7 %   | 58,97 %         |
| Schwyz                           | 20,4 % | 79,6 %   | 56,40 %         |
| Tessin                           | 49,0 % | 51,0 %   | 52,26 %         |
| Thurgau                          | 36,9 % | 63,1 %   | 59,18 %         |
| Uri                              | 19,1 % | 80,9 %   | 61,98 %         |
| Waadt                            | 76,4 % | 23,6 %   | 40,90 %         |
| Wallis                           | 17,6 % | 82,4 %   | 52,89 %         |
| Zug                              | 35,3 % | 64,7 %   | 62,68 %         |
| Zürich                           | 60,2 % | 39,8 %   | 54,51 %         |
| Schweizerische Eidgenossenschaft | 48,3 % | 51,7 %   | 51,93 %         |